# Chaetopsylla caucasica
Chaetopsylla caucasica är en loppart som beskrevs av Smit 1953. Chaetopsylla caucasica ingår i släktet Chaetopsylla och familjen grävlingloppor. Inga underarter finns listade i Catalogue of Life.